# Helodon makarovi
Helodon makarovi är en tvåvingeart som beskrevs av Bodrova 1988. Helodon makarovi ingår i släktet Helodon och familjen knott. Inga underarter finns listade i Catalogue of Life.